# Castrejón de la Peña
Castrejón de la Peña – gmina w Hiszpanii, w prowincji Palencia, w Kastylii i León, o powierzchni 106,4 km². W 2011 roku gmina liczyła 444 mieszkańców.